# Rue d'Alger (Marseille)
Pour les articles homonymes, voir Rue d'Alger.
La rue d'Alger est une voie qui traverse les 5e et 6e arrondissement de Marseille. 

## Situation et accès
Elle va de la rue de Lodi jusqu'à la rue des Vertus.
La rue d'Alger se situe à proximité du boulevard Baille et de la station de métro Baille.

## Origine du nom
Elle est nommée en mémoire de la prise d'Alger par l'armée française, le 5 juillet 1830. 

## Historique
La rue est un projet de M. Trouilhas, qui souhaitait une voie desservant sa propriété.
Elle prend sa dénomination actuelle par délibération du conseil municipal du 10 mai 1833 et est classée dans la voirie de Marseille le 4 mars 1863.

## Bâtiments remarquables et lieux de mémoire
On retrouve au numéro 56 (soit dans la partie de la rue située dans le 5e arrondissement) le consulat général d'Italie.